# Xã Hendricks, Quận Shelby, Indiana
Xã Hendricks (tiếng Anh: Hendricks Township) là một xã thuộc quận Shelby, tiểu bang Indiana, Hoa Kỳ. Năm 2010, dân số của xã này là 1.286 người.